# Anatolij Polivoda
Anatolij Ivanovitj Polivoda (ryska: Анатолий Иванович Поливода), född 29 maj 1947 i Jenakijevo i Donetsk oblast, Ukrainska SSR, Sovjetunionen, död 22 januari 2024, var en ukrainsk basketspelare som tävlade för Sovjetunionen. Han var med och tog OS-guld 1972 i München och OS-brons 1968 i Mexico City.

## Titlar
- Världsmästare 1967
- Europamästare: 1967, 1969, 1971
- Sovjetisk mästare 1967